# 大科皮特礁 (佛羅里達州)
大科皮特礁（英語：Big Coppitt Key）是位於美國佛羅里達州門羅縣的一個人口普查指定地區。

## 地理
大科皮特礁的座標為24°35′52″N 81°39′24″W / 24.59778°N 81.65667°W，而該地最高點為海拔高度1米（即3英尺）。

## 人口
根據2010年美國人口普查的數據，大科皮特礁的面積為3.80平方千米，當中陸地面積為3.60平方千米，而水域面積為0.20平方千米。當地共有人口2595人，而人口密度為每平方千米682人。